# 弦楽四重奏曲第15番 (ベートーヴェン)
弦楽四重奏曲第15番（げんがくしじゅうそうきょくだいじゅうごばん）イ短調 作品132は、ルートヴィヒ・ヴァン・ベートーヴェンが1825年に作曲した弦楽四重奏曲である。同年11月6日にシュパンツィヒ四重奏団によって初演された。5楽章で構成されている。第12番、第13番と同じく、ロシア貴族ニコライ・ガリツィンに献呈された。作曲順は第12番の次で第13番よりも前である。

## 曲の構成
1824年より第1楽章と終楽章のスケッチが進められ、この時点ではベートーヴェンは通常の4楽章構成を考えていたようである。しかし病気のために作曲が中断され、快復して再着手した際に、リディア旋法による第3楽章が挿入された。
第1楽章 Assai sostenuto - Allegro
イ短調、序奏つきソナタ形式
第14番と同じく、短いながらも緩やかな序奏が、作品全体と『大フーガ』にも登場する動機の基礎となる。第1楽章の異例な楽曲構成について、ロジャー・セッションズは、標準的なソナタ形式とは違って呈示部が三重構造になっていると論じた。
第2楽章 Allegro ma non tanto
イ長調、三部形式
交響曲第3番以来ベートーヴェンが繰り返してきたスケルツォというよりも、むしろトリオつきのメヌエットというべきである。トリオは、主音（ここではラ）の保続音の上に旋律が奏でられるため、ミュゼットを思い起こさせる。
第3楽章 "Heiliger Dankgesang eines Genesenen an die Gottheit, in der lydischen Tonart" Molto Adagio - Andante
ヘ調のリディア旋法、五部形式
「リディア旋法による、病より癒えたる者の神への聖なる感謝の歌」と題された、最も長い楽章。全体のクライマックスに位置している。ゆっくりとしたヘ調の教会旋法による部分と、より速めの「新しい力を得た "Neue Kraft fühlend"」ニ長調の部分の交替で構成される。この楽章は、ベートーヴェンが恐れていた重病から快復した後に作曲されたため、上記のような題名が付された。
第4楽章 Alla Marcia, assai vivace (attacca)
イ長調、二部形式
短い間奏曲。行進曲風の前半部ののちに、レチタティーヴォ風の楽句があり、すぐに終楽章につながっている。
第5楽章 Allegro appassionato - Presto
イ短調、ロンド形式
ベートーヴェンのスケッチ帳には、イ短調のロンド主題に似た主題があり、これは当初は交響曲第9番の、放棄された器楽による終楽章のつもりだったらしい。2段構えのコーダにおいてイ長調に転じて終わる。

## 文学との関連
フランスの作家マルセル・プルーストにとってこの曲の第3楽章と第5楽章は特別なもので、特に後者は、1918年2月のロベール・ド・モンテスキウ宛の手紙で、「私が音楽で知るうち最も美しいもの」と絶賛している。また1922年刊の『ソドムとゴモラII』では、この曲のピアノ編曲版を聴いたシャルリスが演奏者モレル相手に音楽論を展開する場面で、この曲は「ほとんどとげとげしいほどの神秘性こそが、崇高なのだ」と弁じさせている。
トーマス・マンはこの作品を「最高級」と位置づけ、「私は『ファウストゥス』執筆中の数年間に、あたかも摂理によるとでもいうように、幾度も、確かに五度まで、聞く機会をもった」と記している（トーマス・マン『『ファウストゥス博士』の成立』佐藤晃一訳、『トーマス・マン全集』VI、562頁）。